# 贵州臭蛙
贵州臭蛙（学名：Odorrana kweichowensis），一种分布于中华人民共和国贵州省北部地区的两栖动物，隶属于蛙科臭蛙属。模式产地为贵州金沙县冷水河自然保护区。其种加词“kweichowensis”意为“贵州的”。

## 形态特征
贵州臭蛙体型较小，雄蛙体长36.2～43.3毫米，雌蛙体长62.4～81.1毫米。身体背部皮肤粗糙，呈鲜绿色的网纹，具黑色大斑；体侧浅黄色，有几个黑点；四肢背面棕色，具有黑色横带； 身体腹面白色，四肢腹面肉色。